# Héritage des Celtes
L’Héritage des Celtes est une réunion de musiciens originaires de pays se réclamant de la tradition celtique, initiée par deux Quimpérois, le producteur Jakez Bernard et le guitariste-chanteur Dan Ar Braz. Ensemble ils jouent des musiques traditionnelles celtiques mais aussi des compositions de Dan Ar Braz, sur des arrangements folk et rock.
Démarrée comme une réunion d'amis pour célébrer les 70 ans du festival de Cornouaille, l'aventure a largement dépassé leurs attentes : 2,5 millions d'albums vendus, des milliers de spectateurs dans les plus grands espaces de concert de France (Bercy, Zéniths, stades, festivals) et deux  Victoires de la musique. C'est ainsi qu'ils sont choisis pour représenter la France à l'Eurovision 1996.

## Présentation

### Quimper: Dan Ar Braz, Bagad Kemper, Jakez Bernard

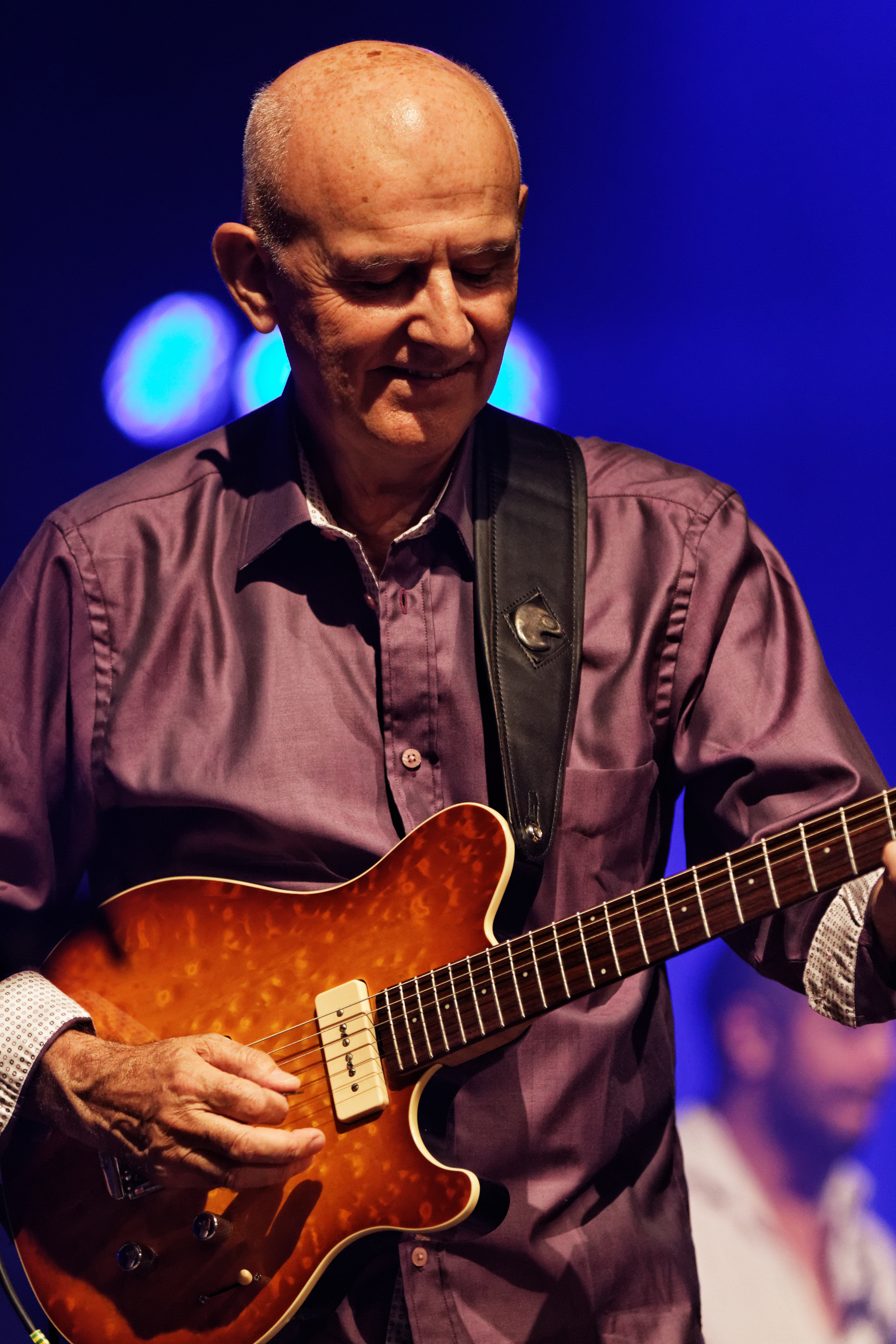
Dan Ar Braz est le créateur du projet.

En 1991, Dan Ar Braz sort l'album Borders of salt : Frontières de sel, enregistré à Dublin, auquel U2 apporte sa contribution et dont la chanson-titre allait devenir emblématique de l’Héritage. Après avoir assisté à un concert de Dan Ar Braz au théâtre de Quimper en janvier 1991, Jakez Bernard, le programmateur du festival de Cornouaille à Quimper lui propose la même année de le conclure par un concert en compagnie du Bagad Kemper en invité surprise. Face à la réussite de cette rencontre inédite, Jakez Bernard lui donne carte-blanche pour monter un projet interceltique qui sera le concert de clôture de l'édition de 1993 du festival. Le 24 juillet 1993, lors du 70e festival de Cornouaille, Dan Ar Braz réunit 75 musiciens dont Dónal Lunny, les chanteuses Elaine Morgan et Karen Matheson, le Shotts Pipe Band de Glasgow et le Bagad Kemper et invite également Alan Stivell. En septembre de la même année, celui-ci publie son album Again qui va relancer, dans les années 1990, le mouvement qu'il avait déjà popularisé vingt ans auparavant en ravivant l’intérêt du public pour cette musique. L'année suivante, ils se produisent à Rennes. L'enthousiasme est tel que le collectif est signé par Columbia Records, label de Sony Music. La symbiose qui s'est installée conduit l'équipe à matérialiser ce bonheur de jouer ensemble sur un disque produit par la société BYG de Jakez Bernard. Sorti en novembre 1994 chez Columbia Records, ce premier album studio se vend à plus d’un million d’exemplaires.
L’Héritage des Celtes va ensuite installer pour longtemps cette renaissance dans le paysage musical. L'ambition est de présenter la richesse de la musique celtique dans toute sa diversité. Les artistes viennent de toute l’aire celte : la Bretagne, l’Irlande, l’Écosse, le Pays de Galles, la Galice, la Cornouaille et aussi l’Île de Man (à noter l’absence d’artistes des Asturies). Parmi les plus connus, on peut citer Elaine Morgan, Nollaig Casey, Karen Matheson (chanteuse du groupe Capercaillie), Yann-Fañch Kemener, Carlos Núñez, Donald Shaw, Gilles Servat, Didier Squiban et bien d'autres.

### Au Zénith des Victoires

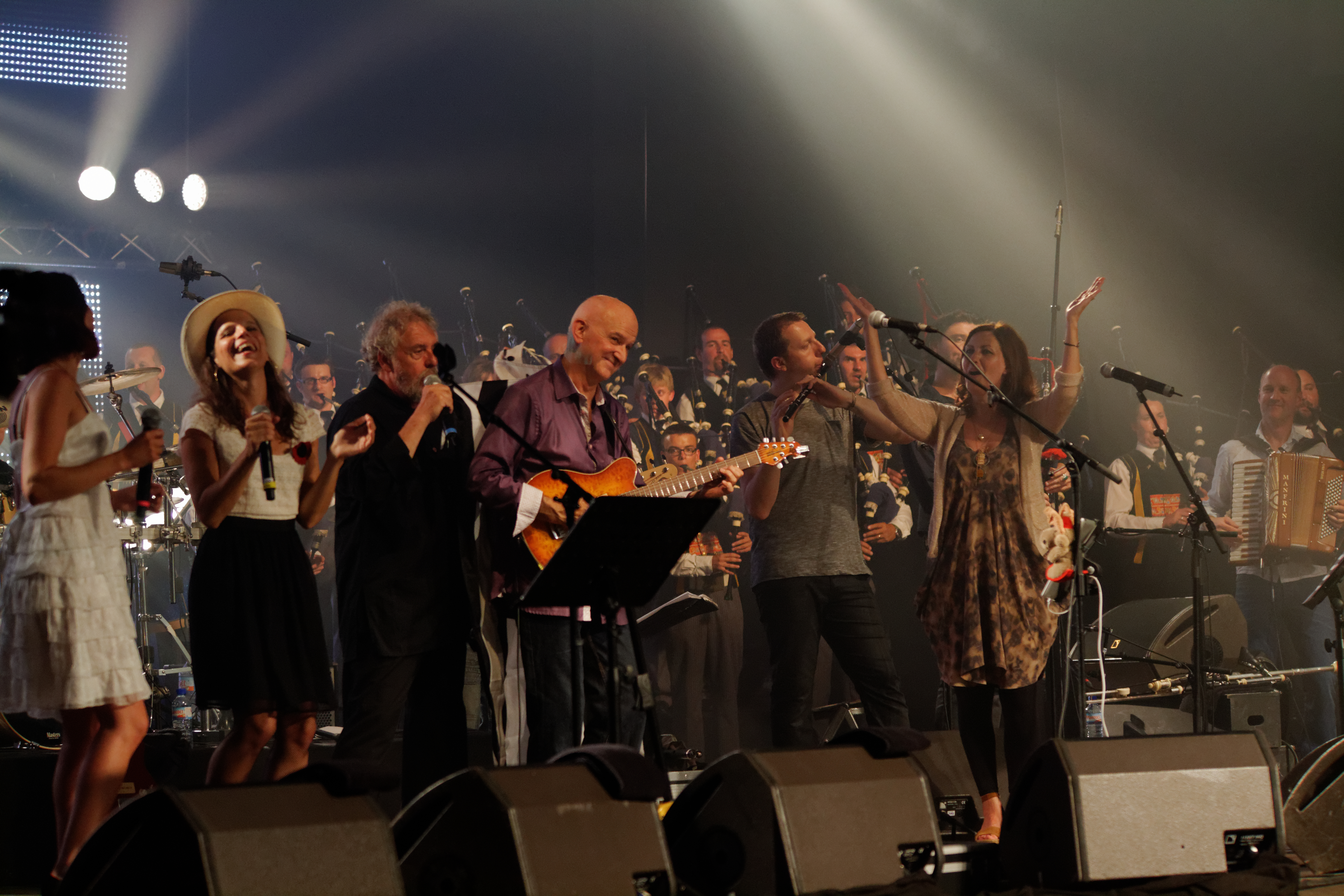
Autour de Dan Ar Braz, des artistes comme Gilles Servat, Karen Matheson ou Donald Shaw répondent présents.

En 1995 paraît l’album live En concert avec de nouveaux titres (7 chansons originales). La vidéo cassette se vendra à 20 000 exemplaires. L'album est récompensé aux Victoires de la musique en 1996, en direct du Palais des Congrès de la porte Maillot (Paris) sur France 2. Dans la catégorie « musiques traditionnelles », Alan Stivell et I Muvrini étaient aussi en compétition. Après l'annonce du résultat par Khaled, le bagad Kemper et Dan Ar Braz effectuent une prestation devant les millions de téléspectateurs. La même année, Dan Ar Braz représente la France au Concours Eurovision de la chanson qui se déroule à Oslo. Il interprète, avec Elaine Morgan et Karen Matheson, le titre Diwanit Bugale (Que naissent les enfants), écrit en français de sa plume et traduit en breton par son ami quimpérois Gweltaz Ar Fur, chanteur et premier président des écoles Diwan en 1978. Le texte évoque les écoles en langue bretonne Diwan. Donald Shaw aux claviers, Ronan Le Bars au uilleann pipes et le sonneur du bagad Jean-Louis Hénaff font le déplacement en Norvège pour accompagner Dan, mais même si la chanson ne permet pas de remporter le concours, elle réapparaîtra sublimée sur l'album studio suivant.
En effet, en octobre 1997, L'Héritage des Celtes publie un nouvel album studio intitulé Finisterres, récompensé aux Victoires de la musique (album de musiques traditionnelles de l'année) et suivi d'une grande tournée dont un final au Zénith de Paris ou l'osmose est totale : « Paris a les yeux qui brillent sous la nuée des cornemuses ». Cet album voit l'arrivée de Carlos Núñez (entre autres nouveaux musiciens) et de morceaux galiciens. Il se vend à 100 000 exemplaires (disque d'or) moins de trois mois après sa sortie.
La formation publie également en 1998 un autre album live enregistré au Zénith de Paris, le bien-nommé Zénith, au format double CD et vidéo (cassette puis DVD), qui comprend des reprises des albums précédents et sept compositions originales. L'Héritage des Celtes est présent à la télévision nationale. Outre à L'Olympia pour les Victoires de la Musique, il passe dans Le Monde est à vous, émission présentée par Jacques Martin (France 2) et Question pour un champion, master d'argent de Julien Lepers (France 3) qui atteint le record d'audience de la soirée grâce à cette présence (d'après les analystes de l'audimat).
Entre 1994 et 1999, l'Héritage des Celtes s'est produit, à chaque fois, devant des salles ou des espaces combles : Quimper (Festival de Cornouaille, deux fois puis sous chapiteau), Lorient (deux fois au FIL), Guingamp (Fêtes de la Saint-Loup), Landerneau (Festival Kann Al Loar), Brest, Douarnenez, Rennes (trois fois). En France, il est allé à Paris le Zénith (trois fois) et La Villette, l'Olympia et le Palais des Congrès de Neuilly (Victoires de la Musique), Caen (deux fois), Le Mans, Lille, La Rochelle (Francofolies), Orléans, Nancy, Strasbourg, Reims, Clermont-Ferrand, Grenoble, Lyon, Compiègne, et en Écosse à Glasgow (Celtic connexion en 1996).

### Bercy, Stade du Moustoir, Stade de France

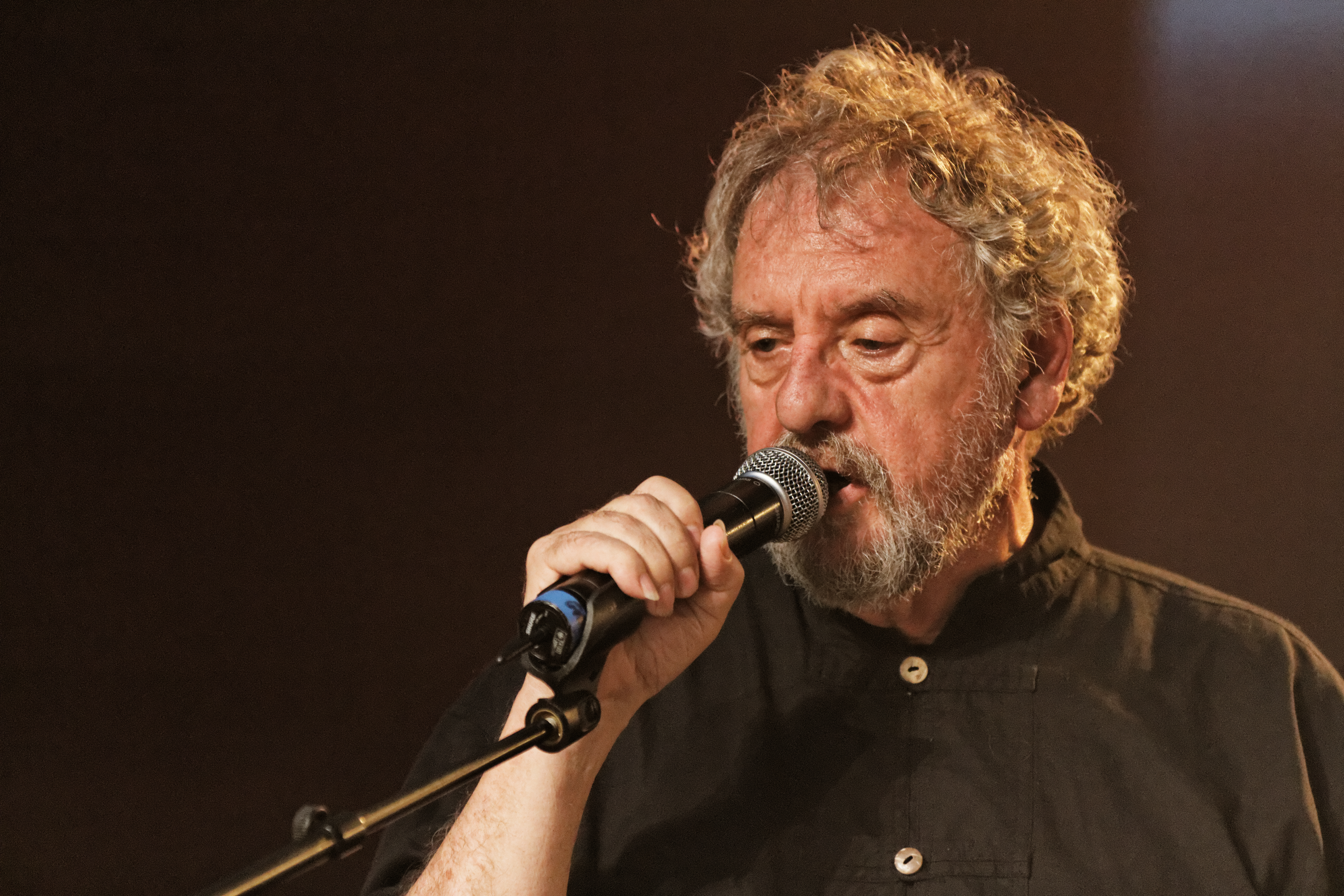
Gilles Servat représente la Bretagne

En 1999 paraît l’album live Bretagnes à Bercy, concert unique enregistré à l'occasion de la St Patrick à Bercy, donné majoritairement par L'Héritage des Celtes rejoint sur scène par Armens, Gilles Servat, Alan Stivell, Tri Yann et des invités surprises (Michael Jones et Jean-Jacques Goldman). Un double album ainsi qu'un DVD sont publiés et l'album devient disque d'or le 8 juillet 1999. La dissolution de l'ensemble est effective en août 2000 avec un grand concert d'adieu au Stade du Moustoir lors du Festival interceltique de Lorient devant 20 000 personnes. L'Héritage a vendu plus d'un million d'albums.
En 2002, Dan Ar Braz et une bonne partie de l'équipe de l'Héritage des Celtes donnent deux concerts au Stade de France, à l'occasion de la Fête de la Saint-Patrick. La Nuit Celtique (sortie en DVD) réunit en deux soirs plus de 90 000 spectateurs, avec plus de 600 artistes, et notamment de l'Héritage ; Carlos Núñez, Denez Prigent, Didier Squiban, Gilles Le Bigot, Ronan Le Bars, le Bagad Kemper. La deuxième partie consacre les retrouvailles, le temps  d'une soirée, du public avec l'Héritage des Celtes, puisque, hormis les nombreux bagadoù et Pipe-band, les chanteurs Gilles Servat, Elaine Morgan et Dan Ar Braz font un triomphe avec un concert emblématique, marquant la capacité de la musique bretonne et celtique d'organiser à Paris même des évènements de grande ampleur.

### Célébration
En 2011, à la suite de nouvelles compositions convenant particulièrement bien à une grande formation comme l'Héritage, les thèmes instrumentaux notamment, Dan Ar Braz annonce une probable reformation de l'ensemble, avec des artistes similaires comme Donal Lunny, Ronan Le Bars, Karen Matheson, Donald Shaw, Dave Pegg et déclenchant ainsi le « buzz ». À la différence qu'il envisage de se recentrer et de réaffirmer ce qu'il vit, extérioriser la Bretagne qu'il a intériorisé, avec pour cela des concerts d'une ossature importante, accompagné d'un bagad et d'invités différents suivant les lieux. Il précise par la suite ne pas reformer le même ensemble mais créer un nouveau projet, Celebration, dédié à la Bretagne, avec le Bagad Kemper (en formation variable) et les chanteuses bretonnes Morwenn Le Normand - qui interprète justement le titre phare "Célébration" - et Clarisse Lavanant, sans "superstars" ni formation scénique de soixante-dix musiciens comme a pu l'être l'Héritage des Celtes. Malgré l'intérêt exprimé par deux grandes maisons de disques de produire la nouvelle formation et bien que non relayé par les médias nationaux, Dan Ar Braz préfère opter pour un travail de production locale qui donne lieu à la publication au printemps 2012 de l'album Celebration produit par lui-même avec l'aide de son ami Patrick Péron et, à partir de l'été 2012, à la mise en place d'une tournée.

## Chanteurs et musiciens

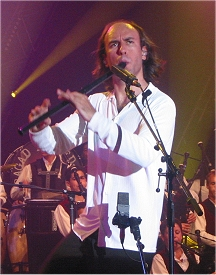
Le galicien Carlos Núñez

De nombreux musiciens, venus des terres celtes (Bretagne, Irlande, Écosse, Pays de Galles, Galice, etc.), ont participé à cette aventure musicale. Certains ont une renommée internationale, d’autres sont moins connus. Ils n’ont pas tous participé aux mêmes enregistrements.
- Karen Matheson : chant
- Elaine Morgan : chant
- Yann-Fañch Kemener : chant
- Gilles Servat : chant

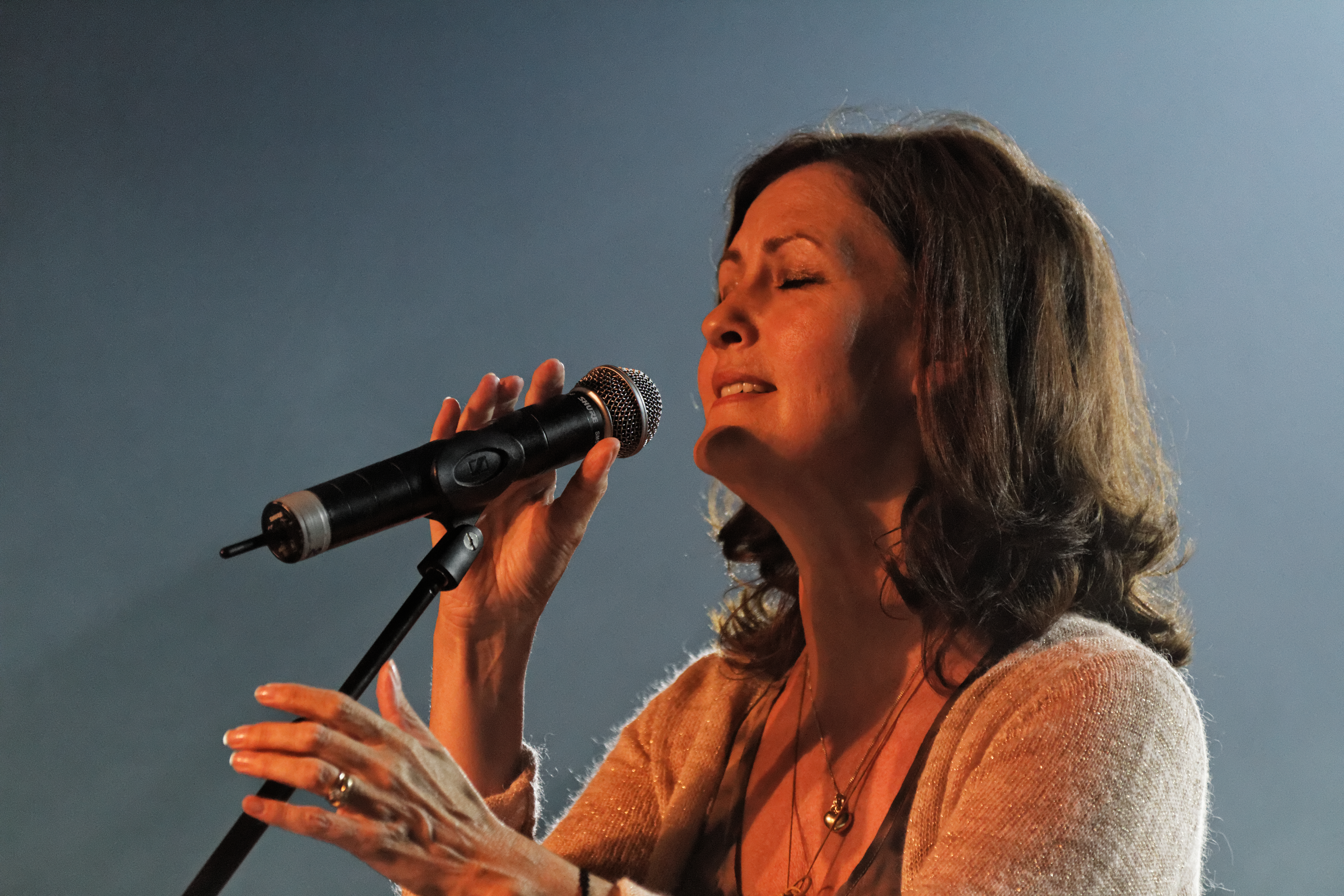
Karen Matheson lors des 20 ans de L'héritage des celtes à Quimper en 2013.

- Dan Ar Braz : guitares électriques et acoustiques
- Philippe Bizais : claviers
- Noel Bridgeman : percussions
- Ronan Browne : flûte, tin whistle, low whistle, uilleann pipes
- Nollaig Casey : fiddle
- Robbie Casserly : batterie
- Ray Fean : batterie
- Graham Henderson : claviers, mandola (mandoline)
- Manu Lann Huel : chant
- Ronan Le Bars : uilleann pipes
- Gilles Le Bigot : guitare
- Christian Lemaître : fiddle
- Jean-Louis Hénaff : bombarde
- Olivier Lecuyer : bombarde
- Dónal Lunny : bouzouki, bodhran, guitare acoustique, vocaux
- John Mc Sherry : uilleann pipes, flûte, low whistle
- Patrick Molard : biniou kozh, cornemuse
- Doudou N'diaye Rose : percussions
- Máire Ní Chathasaigh : harpe
- Carlos Núñez : gaïta, flûte
- Máirtín O'Connor : accordéon diatonique
- Liam O'Flynn : uilleann pipes, low whistle
- Fionn O'Lochlainn : basse
- Eoghan O'Neill : basse
- Jacques Pellen : guitare 12 cordes
- Nicolas Quemener : flûte
- Malachy Robinson : contrebasse
- Erwan Ropars : cornemuse en do
- Sharon Shannon : accordéon diatonique
- Donald Shaw : claviers, vocaux
- Didier Squiban : piano
- Jean-Michel Veillon : flûte
- Bagad Kemper : bombarde, cornemuses, batterie écossaise
- Shotts Pipe Band : cornemuses, batterie écossaise

## Récompenses
Par deux fois, ils seront récompensés aux Victoires de la musique : 
- en 1996, album de musiques traditionnelles de l’année pour En concert (1995) par Dan Ar Braz & les 50 musiciens de l'Héritage des Celtes ;
- en 1998, album de musiques traditionnelles ou de musiques du monde de l’année pour Finisterres (1997) par  Dan Ar Braz et l'Héritage des Celtes.

## Discographie

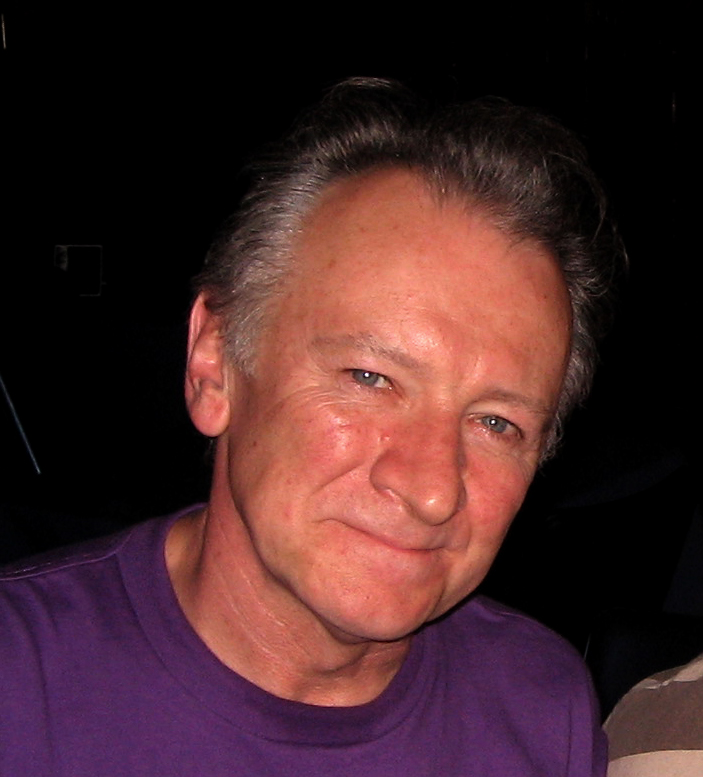
Dónal Lunny, producteur musical

Au total, l'Héritage des Celtes aurait vendu 2,5 millions d'albums.

### Albums collectifs

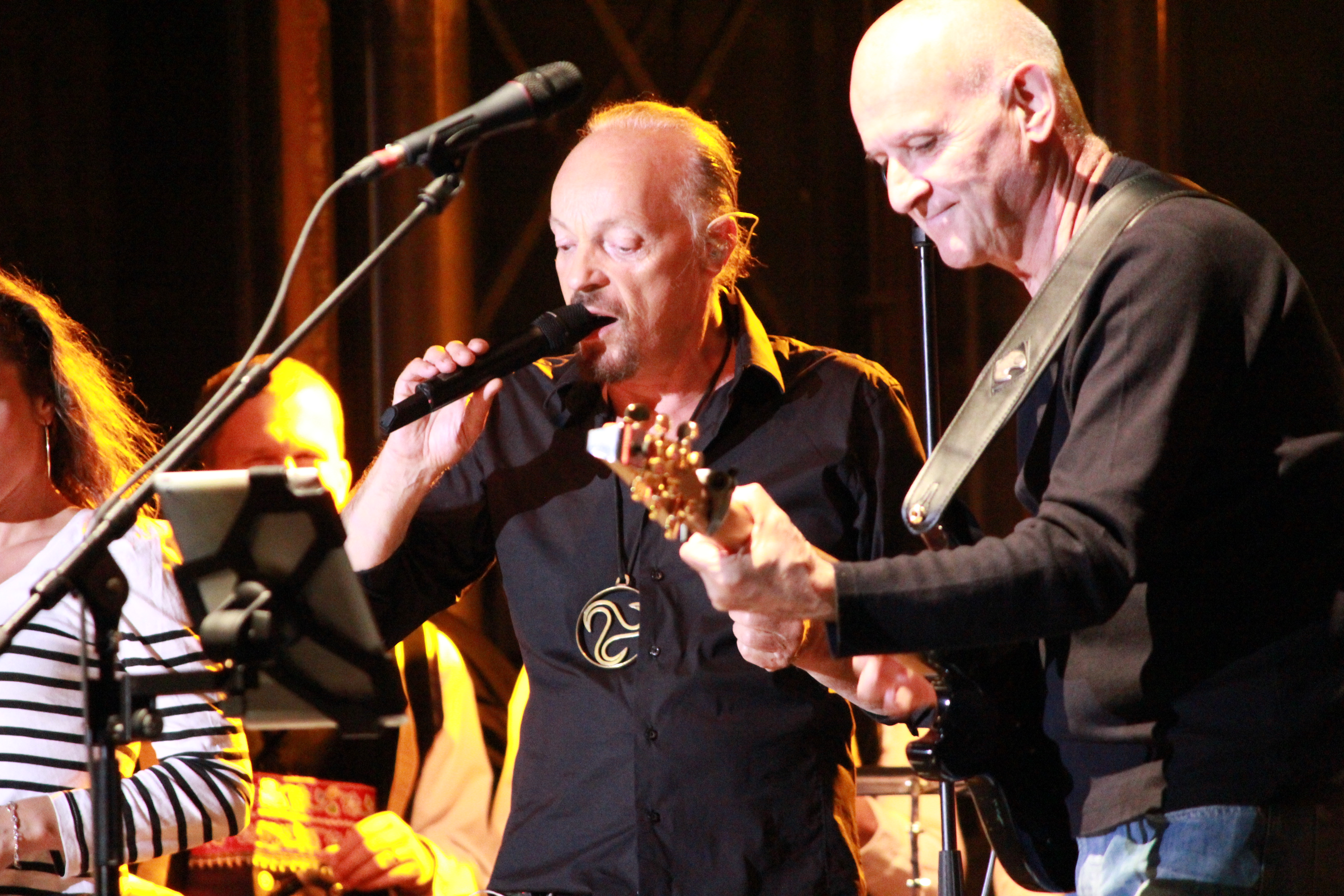
Dan Ar Braz et Alan Stivell.

### Albums hommages
- 2014 : Célébration d'un héritage